# Кальм, Мария
Мария Кальм (нем. Marie Calm; 3 апреля 1832, Арользен, графство Вальдек-Пирмонт — 22 февраля 1887, Кассель) — немецкая писательница.
Была гувернанткой в Англии и в Москве, затем управляла школой в Леннепе.
Ревностная поборница женского движения.

## Публикации
- Weibliches Wirken in Küche, Wohnzimmer und Salon. — Berlin, 1874; 3. Aufl. — 1882.
- Ein Blick ins Leben. — Stuttgart, 1877.
- Die Sitten der guten Gesellschaft. — Stuttgart, 1886.

Её перу также принадлежит ряд беллетристических произведений, которые сначала печатались под псевдонимом M. Ruhland:
- «Bilder und Klänge»
- «Leo»
- «Wilde Blumen»
- «Echter Adel»
- «Bellas Blaubuch»
- «Dahchu und draussen»

и др.